# Nikon D850
Die Nikon D850 ist eine digitale Spiegelreflexkamera des japanischen Herstellers Nikon. Sie ist für den professionellen Einsatz konzipiert, wurde am 25. Juli 2017, dem 100-jährigen Firmenjubiläum, angekündigt und ist seit dem 7. September 2017 erhältlich.

## Spezifikationen
Der Sensor ist der erste in einer Nikon-DSLR verbaute backside illuminated Sensor und besitzt eine Auflösung von 45,7 Megapixeln. Die Lichtempfindlichkeit des Sensors lässt sich nativ von ISO 64 bis ISO 25.600 einstellen und im erweiterten Bereich von ISO 32 bis ISO 102.400. Ein Akku (Herstellerbezeichnung EN-EL15a) reicht für 1840 Bilder. Die Auflösung des kamerainternen Displays beträgt 2.359.000 Bildschirmpunkte. Zum Speichern von Bildern und Videos verfügt die Kamera über einen Slot für XQD- oder CFexpress Typ B-Karten sowie einen zweiten für UHS II-fähige SD-Karten.
Das Autofokussystem mit 153 Messfeldern und 99 Kreuzsensoren wurde aus den Modellen D5 und D500 übernommen. Auch das Gehäuse entspricht in Form und Bedienung – bis auf kleine Details – der D500.
Das Display der Kamera lässt sich nach oben und unten neigen und die Kamera kann vollständig über die Touchfunktionalität des Displays gesteuert werden. So verfügt das Display über tap to focus (die Kamera stellt dort scharf, wo man das Display berührt), Fokus-Peaking (scharfe Bildbereiche werden farblich hervorgehoben). Mit den auch bei Smartphones üblichen Wisch- und Spreizbewegungen kann man durch die aufgenommenen Bilder navigieren und zoomen sowie die Kameramenüs bedienen.
Die Kamera kann automatisiert eine Folge von bis zu 300 Fotos hintereinander aufnehmen, bei der sie schrittweise den Fokus des Objektivs von einem Ausgangspunkt bis unendlich verschiebt. Diese Bilder müssen anschließend mit einer geeigneten Software durch Focus stacking zu einem Einzelbild mit großer Schärfentiefe zusammengefügt werden.
Videoaufnahmen fertigt die D850 in voller 4K-UHD-Auflösung an, bei dem die gesamte Sensorfläche genutzt wird.
Die Kamera hat ein eingebautes WLAN-Modul mit einer Reichweite von ca. 10 m über IEEE 802.11b und IEEE 802.11g. Dieses konnte ursprünglich jedoch ausschließlich über die Snapbridge App genutzt werden. Nach einem vom Fotografen Gunther Wegner initiierten offenen Brief an Nikon wurde diese Beschränkung mit einem Firmwareupdate im Mai 2019 aufgehoben und die WLAN-Konnektivität für Anwendungen von Drittanbietern geöffnet.
Mit einem WLAN-Adapter WT-7 können auch bis zu 200 m überbrückt werden. Es wird eine Datenrate bis zu 866,7 Mbit/s über IEEE 802.11ac erreicht.
Ferner besitzt die Kamera einen Bluetoothadapter der Spezifikation 4.1 (Bluetooth Low Energy).
Wie bei Nikon-Kameras dieser Preisklasse üblich, verfügt die D850 über beleuchtete Bedienelemente auf der Rückseite der Kamera, die auch bei Dunkelheit eine angenehme Bedienung ermöglichen. 

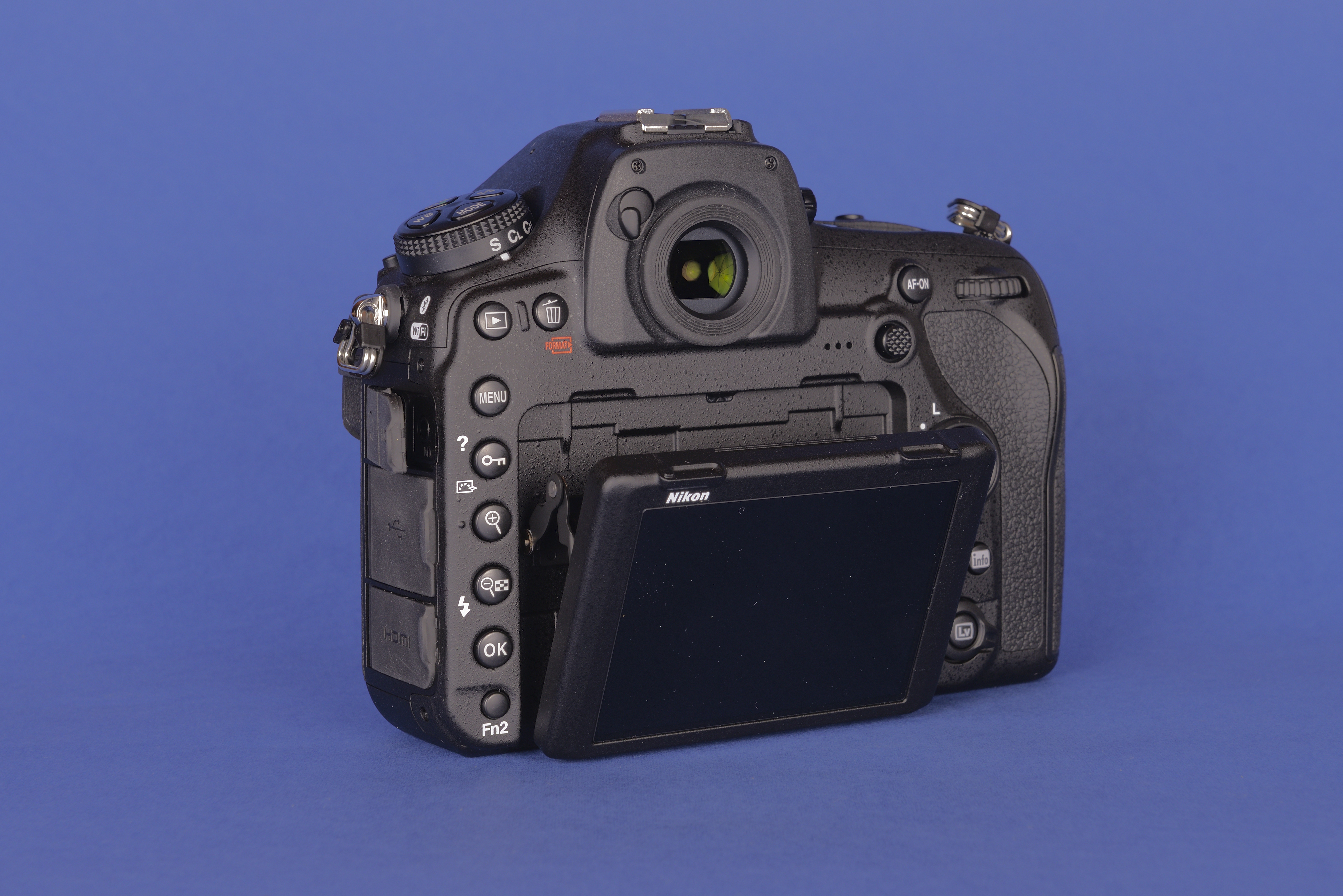
Rückteil der Kamera mit neigbarem Bildschirm

## Zubehör
An der Kamera können alle Nikkor-Objektive ab dem Ai-Standard verwendet werden.
Die D850 verfügt über eine besondere softwareseitige Unterstützung des Filmdigitalisierungsadapter ES-2. Er ermöglicht es, zusammen mit einigen Nikkor-Makro-Objektiven, Kleinbild-Filmstreifen oder gerahmte Dias als Foto aufzunehmen, um diese ggf. nicht scannen zu müssen. Beim Einsatz an der D850 ist es möglich, Negative direkt invertiert aufzunehmen, dann werden diese nur als JPG-Datei gespeichert.
Mit dem Griff MB-D18, dem Akku EN-EL18b und dem separat zu erwerbenden Akkufachdeckel BL-5 erreicht die Kamera neun Bilder pro Sekunde.